# IPAQ

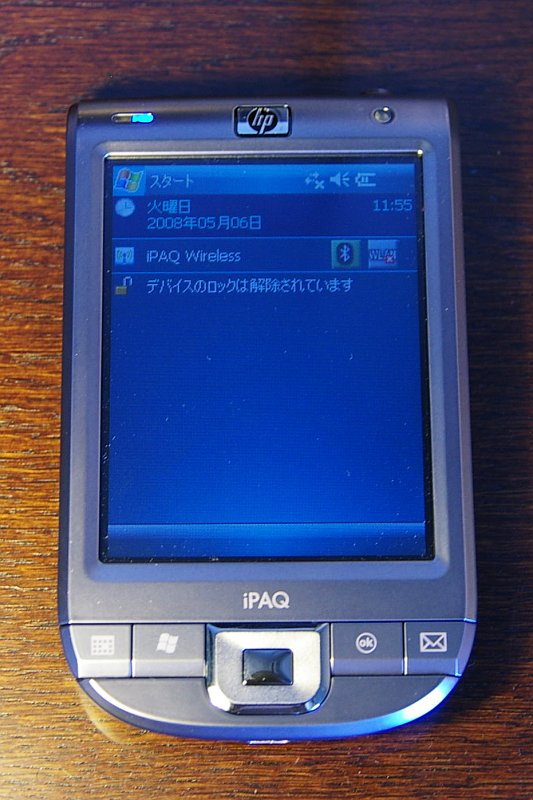
iPAQ 112

iPAQ（アイパック）とは、現在のヒューレットパッカードおよび、同社と合併前のコンパックが開発、販売しているWindows Mobileを搭載したPDAのシリーズ名である。このシリーズはPocket PCの初期から参入しており、長い間製造、販売が続けられていた。2010年、全シリーズの販売を終了。2006年第1四半期の世界Windows OS搭載PDA出荷台数と市場シェアにおいて、世界シェアNo.1である。
コンパックとヒューレットパッカードの合併前後でシリーズ名と型番が少し異なる。なお、合併前のヒューレットパッカードにはjornadaというPDAのシリーズが存在したが、合併後にiPAQブランドを存続させる方針となり、シリーズを打ち切られている。
現在、ビジネス用途を意識した200シリーズ（hx2000シリーズ）、パーソナル用途を意識した廉価版の100シリーズ（hx1000シリーズ）、メディアプレーヤ用途を意識したrx4000シリーズ、GPSナビ用途を意識したrx5000シリーズが販売されている。
200（hx2000）シリーズには、通信カードやバーコード/RFIDリーダ等の接続のためのCFカードスロットが搭載されている。
末期は、一般顧客に対するPDAの販売量減少に伴って、店頭販売が中止され直販でのみ販売されていた。

## HP iPAQ Pocket PC（現行モデル）

### 212 Enterprise Handheld
- Windows Mobile 6 Classic
- CPU Marvell PXA310 (624MHz) (ARM系CPU)
- ROM 256MBytes (150MBytes利用可) / RAM 128MBytes (87MBytes利用可)
- 4.0inch TFT液晶 480*640ドット
- SDメモリーカードスロット（SDIO対応）、CFカードスロット、無線LAN、Bluetooth
- 2008年3月発売

### 112 Classic Handheld
- Windows Mobile 6 Classic
- CPU Marvell PXA310 (624MHz) (ARM系CPU)
- ROM 256MBytes (186MBytes利用可) / RAM 64MBytes (26MBytes利用可)
- 3.5inch TFT液晶 240*320ドット
- SDメモリーカードスロット（SDIO対応）、無線LAN、Bluetooth
- 2008年1月発売

### rx4540 Mobile Media Companion
- Windows Mobile 5.0
- CPU Samsung SC32442 (400MHz)
- ROM 128MBytes (85MBytes利用可)/ Flash ROM 965MBytes / RAM 64MBytes (41MBytes利用可)
- 2.8inch TFT液晶 240*320ドット
- SDメモリーカードスロット（SDIO対応）、無線LAN、Bluetooth
- 2006年12月発売

### rx4240 Mobile Media Companion
- Windows Mobile 5.0
- CPU Samsung SC32442 (400MHz)
- ROM 128MBytes (85MBytes利用可) / RAM 64MBytes (41MBytes利用可)
- 2.8inch TFT液晶 240*320ドット
- SDメモリーカードスロット（SDIO対応）、無線LAN、Bluetooth
- 2006年12月発売

### rx5965 Travel Companion
- Windows Mobile 5.0
- CPU Samsung SC32442 (400MHz)
- ROM 128MBytes (73MBytes利用可)/ Flash ROM 1.2GBytes / RAM 64MBytes (41MBytes利用可)
- 3.5inch TFT液晶 240*320ドット
- SDメモリーカードスロット（SDIO対応）、無線LAN、Bluetooth
- GPS SiRFStar III
- 2006年12月発売

### hx2790c Pocket PC
- Windows Mobile 5.0
- CPU：intel PXA270 (624MHz)
- 3.5inch TFT液晶 240*320ドット
- ROM 512MBytes (467MBytes利用可) / RAM 64MBytes (41MBytes利用可)
- 指紋センサー
- SDメモリーカードスロット（SDIO対応）、CFカードスロット、無線LAN、Bluetooth

### hx2490c Pocket PC
- Windows Mobile 5.0
- CPU：intel PXA270 (520MHz)
- 3.5inch TFT液晶 240*320ドット
- ROM 512MBytes (467MBytes利用可) / RAM 64MBytes (41MBytes利用可)
- SDメモリーカードスロット（SDIO対応）、CFカードスロット、無線LAN、Bluetooth

### hx2190b Pocket PC
- Windows Mobile 5.0
- CPU：intel PXA270 (312MHz)
- 3.5inch TFT液晶 240*320ドット
- ROM 192MBytes (128MBytes利用可) / RAM 64MBytes (41MBytes利用可)
- SDメモリーカードスロット（SDIO対応）、CFカードスロット、Bluetooth、無線LAN無し

## HP iPAQ Pocket PC（過去のモデル）

### hx2790b Pocket PC
- Windows Mobile 5.0
- CPU PXA270 (624MHz)
- 3.5inch TFT液晶 240*320ドット
- ROM 320MBytes / RAM 64MBytes
- SDメモリーカードスロット、CFカードスロット、Bluetooth、無線LAN

### hx2790 Pocket PC
- Windows Mobile 5.0
- CPU intel PXA270 (624MHz)
- 3.5inch TFT液晶 240*320ドット
- ROM 192MBytes / RAM 64MBytes
- SDメモリーカードスロット（SDIO対応）、CFカードスロット、無線LAN、Bluetooth

### hx2490 Pocket PC
- Windows Mobile 5.0
- CPU intel PXA270（520MHz）
- 3.5inch TFT液晶 240*320ドット
- ROM 128MBytes / RAM 64MBytes
- SDメモリーカードスロット（SDIO対応）、CFカードスロット、無線LAN、Bluetooth

### hx2190 Pocket PC
- Windows Mobile 5.0
- CPU intel PXA270（312MHz）
- 3.5inch TFT液晶 240*320ドット
- ROM 128MBytes / RAM 64MBytes
- SDメモリーカードスロット（SDIO対応）、CFカードスロット、無線LAN、Bluetooth

### rx1950 Pocket PC
- Windows Mobile 5.0
- CPU Samsung SC32442 (300MHz)
- 3.5inch TFT液晶 240*320ドット
- ROM 164MBytes / RAM 32MBytes
- SDメモリーカードスロット（SDIO対応）、無線LAN

### hx4700 Pocket PC
- Pocket PC 2003 Second Edition
- CPU intel PXA270（624MHz）
- 4.0inch TFT液晶 480*640ドット
- ROM 128MBytes / RAM 64MBytes
- SDメモリーカードスロット（SDIO対応）、CFカードスロット、無線LAN、Bluetooth

### hx2750 Pocket PC
- Pocket PC 2003 Second Edition
- CPU PXA270 (624MHz)
- 3.5inch TFT液晶 240*320ドット
- ROM 128MBytes / RAM 128MBytes
- SDメモリーカードスロット（SDIO対応）、CFカードスロット、Bluetooth、無線LAN

### hx2410 Pocket PC
- Pocket PC 2003 Second Edition
- CPU intel PXA270（520MHz）
- 3.5inch TFT液晶 240*320ドット
- ROM 64MBytes / RAM 64MBytes
- SDメモリーカードスロット（SDIO対応）、CFカードスロット、無線LAN、Bluetooth

### hx2110 Pocket PC
- Pocket PC 2003 Second Edition
- CPU intel PXA270（312MHz）
- 3.5inch TFT液晶 240*320ドット
- ROM 64MBytes / RAM 64MBytes
- SDメモリーカードスロット（SDIO対応）、CFカードスロット、Bluetooth

### rx3715 Mobile Media Companion
- Pocket PC 2003 Second Edition
- CPU Samsung S3C2440 (400MHz)
- 3.5inch TFT液晶 240*320ドット
- ROM 128MBytes / RAM 64MBytes
- カメラ 120万画素 CMOSイメージセンサ
- SDメモリーカードスロット（SDIO対応）、Bluetooth、無線LAN

### rz1717 Pocket PC
- Pocket PC 2003 Second Edition
- CPU Samsung S3C2410 (203MHz)
- 3.5inch TFT液晶 240*320ドット
- ROM 32MBytes / RAM 64MBytes
- SDメモリーカードスロット（SDIO対応）

### h5550 Pocket PC
- Pocket PC 2003
- CPU intel PXA255 (400MHz)
- 3.8inch TFT液晶 240*320ドット
- ROM 48MBytes / RAM 128MBytes
- SDメモリーカードスロット（SDIO対応）、Bluetooth、無線LAN

### h4150 Pocket PC
- Pocket PC 2003
- CPU intel PXA255 (400MHz)
- 3.5inch TFT液晶 240*320ドット
- ROM 32MBytes / RAM 64MBytes
- SDメモリーカードスロット（SDIO対応）、Bluetooth、無線LAN

### h2210 Pocket PC
- Pocket PC 2003

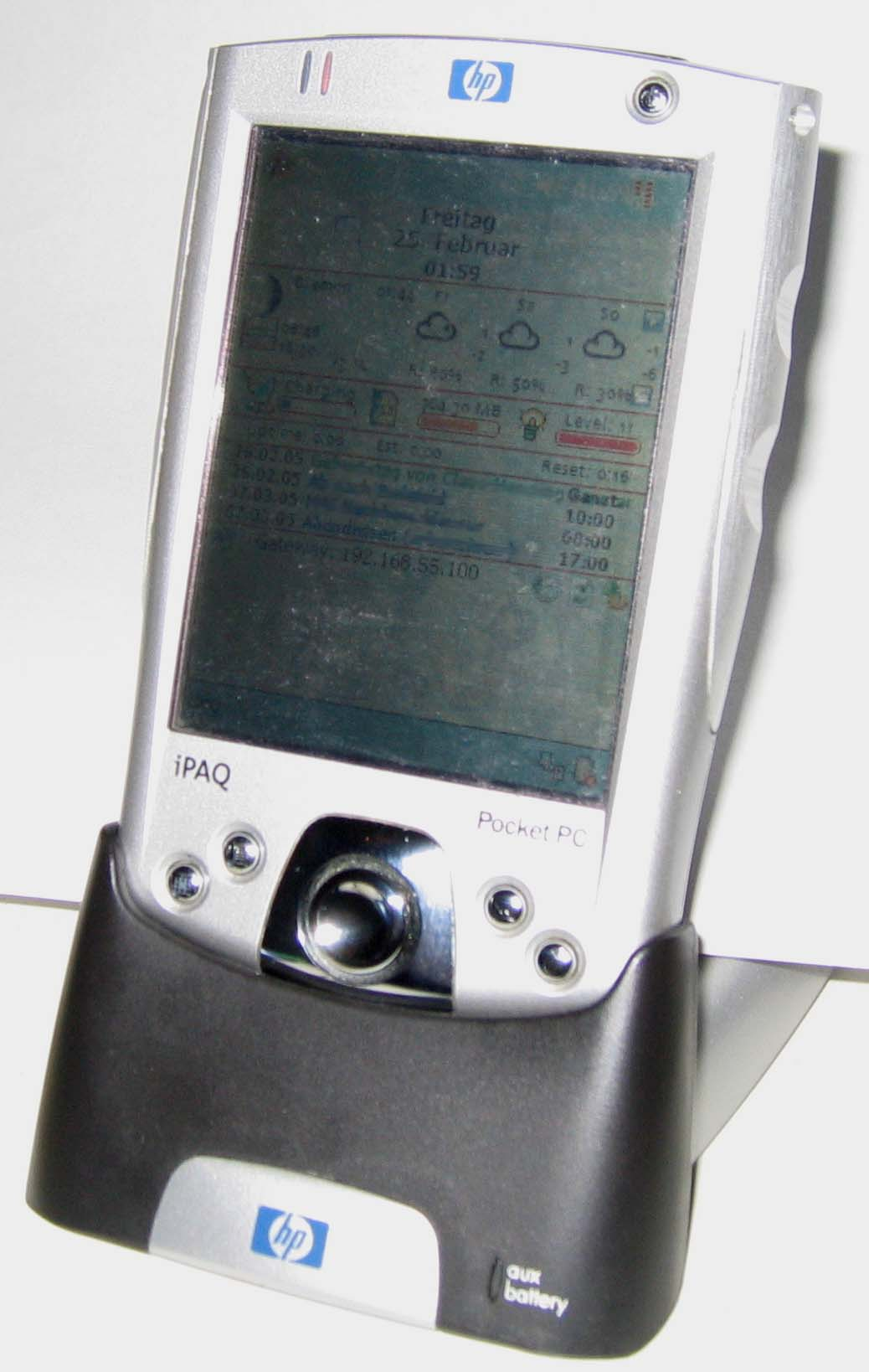
iPAQ h2210

- CPU intel PXA255 (400MHz)
- 3.5inch TFT液晶 240*320ドット
- ROM 32MBytes / RAM 64MBytes
- SDメモリーカードスロット（SDIO対応）、Bluetooth、CFカードスロット

### h1937 Pocket PC
- Pocket PC 2003
- CPU Samsung S3C2410 (203MHz)
- 3.5inch TFT液晶 240*320ドット
- ROM 32MBytes / RAM 64MBytes
- SDメモリーカードスロット（SDIO対応）

### h5450 Pocket PC
- Pocket PC 2002
- CPU intel XScale PXA250 (400MHz)
- 3.8inch TFT液晶 240*320ドット
- ROM 48MBytes / RAM 64MBytes
- SDメモリーカードスロット（SDIO対応）、Bluetooth、無線LAN

### h1920 Pocket PC
- Pocket PC 2002
- CPU intel XScale PXA255 (200MHz)
- 3.5inch TFT液晶 240*320ドット
- ROM 16MBytes / RAM 64MBytes
- SDメモリーカードスロット

## Compaq iPAQ Pocket PC（過去のモデル）

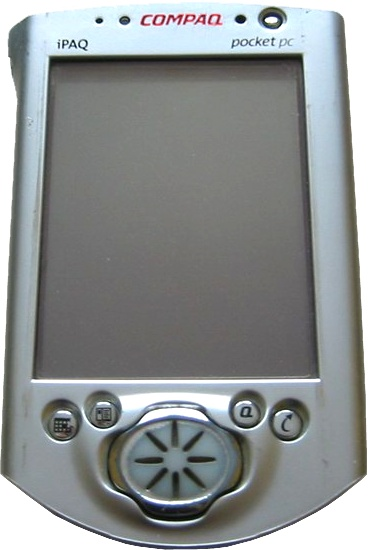
iPAQ H3630

### H3630 / H3660
Pocket PCを搭載した初代iPAQ。CPUはStrongARM (206MHz) 。RAM容量がH3630では32MB、H3660では64MBである。本体にはカードスロットはないが、付属の拡張パックによってコンパクトフラッシュを扱えるようになっていた。

### H3850 / H3870
Pocket PC 2002を搭載し、SDメモリーカードスロットを本体に装備したモデル。（拡張パックにも対応）RAM容量は双方とも64MB。H3870にはBluetooth機能がある。

### H3950 / H3970
CPUにPXA250 (400MHz) を採用したモデル。H3950はROM容量が32MB、H3970は48MBである上にBluetooth搭載。